# Kien
Pour les articles homonymes, voir Kien.
Kien est un village du département et la commune rurale d'Ouo, situé dans la province de la Comoé et la région des Cascades au Burkina Faso.